# Минусинский уезд
Минусинский уезд — административно-территориальная единица, существовавшая в 1898—1925 годах. Уездный город — Минусинск.

## История
Создан в 1898 году путём переименования Минусинского округа в уезд с сохранением административных границ, прежних названий и всей структуры власти.
Уезд представлял обширную часть Енисейской губернии, расположенную в верхнем течении Енисея, по его притокам Абакану, Тубе, Ое, включая Усинский пограничный округ.
Население уезда в 1917 году составляло свыше 300 тыс. чел., из них коренные жители — хакасы — около 12-13 %, переселенцы из России — 40 %, в казачьих станицах — свыше 10 тыс. чел.
Согласно рапортам уездных исправников, полицмейстеров и крестьянских начальников за 1905—1906 годы из всех уездов Енисейской губернии самым революционным был Минусинский уезд. В то время как в других уездах 1906 год прошел спокойно, в Минусинском уезде обстановка в период Первой русской революции оставалась нестабильной: крестьяне не платили подати (ссылаясь на манифест 17 октября 1905 года), росли недоимки по уезду и т. д. Указом императора Николая II от 22 ноября 1906 года Минусинский уезд был объявлен на военном положении сроком на один год — позже этот срок продлевали не один раз.
После Февральской революции в уезде была учреждена Минусинская Красная гвардия. С ноября 1917 года по июнь 1918 года в уезде была провозглашена Минусинская коммуна — административно-территориальная единица советской власти. В ноябре 1922 года был создан Инородческий район. В 1923 году из Минусинского уезда был выделен Хакасский уезд. В 1925 году Минусинский уезд преобразован в Минусинский округ Сибирского края.

## Административное деление
В 1913 году уезд состоял из 24 волостей:
| - Абаканская волость — с. Абаканское, - Бейская волость — с. Бейское, - Восточенская волость — с. Восточенское, - Ермаковская волость — с. Ермаковское, - Знаменская волость — с. Знаменское, - Идринская волость — с. Идринское, - Имисская волость — с. Имисское, - Каптыревская волость — с. Каптыревское, | - Кнышенская волость — с. Кнышенское, - Комская волость — с. Комское, - Кочергинская волость — с. Кочергинское, - Курагинская волость — с. Курагинское, - Лугавская волость — с. Лугавское, - Мало-Минусинская волость — с. Мало-Минусинское, - Маторская волость — с. Маторское, - Никольская волость — с. Никольское, | - Новосёловская волость — с. Новосёловское, - Паначевская волость — с. Паначевское, - Сагайская волость — с. Сагайское, - Салбанская волость — с. Салбанское, - Тигрицкая волость — с. Тигрицкое, - Шелаболинская волость — с. Шелаболинское, - Шушенская волость — с. Шушенское, |